# شتيرنبرغ
اشترنبرغ (مكلنبورغ) (بالألمانية: Sternberg, Mecklenburg-Vorpommern) هي بلدة ألمانية تقع في ألمانيا في مكلنبورغ فوربومرن. يقدر عدد سكانها بـ 4,694 نسمة .

## أعلام
- ألكسندر بيم